# Miraphone Tuba Quartett
Das Miraphone Tuba Quartett ist ein französisches Tuba-Quartett, das vom Instrumentenbauer Miraphone gesponsert wird.

## Geschichte
1992 lernten sie sich die vier Mitglieder am Pariser Konservatorium kennen. Im Jahre 1995 besuchten Philippe Wendling und Patrick Couttet die Frankfurter Musikmesse, um die Euphonien verschiedener Hersteller zu testen. Dort kamen die Musiker mit dem Geschäftsführer der Miraphone e.G. ins Gespräch, der das Quartett zu einer Firmenbesichtigung einlud. Im Anschluss an die Besichtigung gab das Quartett ein kleines Konzert. Daraufhin unterbreitete Miraphone ein Angebot für ein umfassendes Sponsoring.
Das Repertoire des Quartetts umfasst sowohl Klassik und als auch Moderne, mit dem Ziel beides zu verbinden.
Die Künstler geben Konzerte in Deutschland, Österreich, der Schweiz, Frankreich, Italien, Spanien, den Niederlanden und den USA.

## Diskografie
- Miraphone Tuba Quartett, Koch Inter (Universal), Audio-CD, 4. Oktober 1996
- Internationale Marschparade, Koch Music (Universal), Audio-CD, 2. Oktober 1998
- Pictural, Koch Inter (Universal), Audio-CD, 8. Januar 2001